# 니컬러스 월터스토프

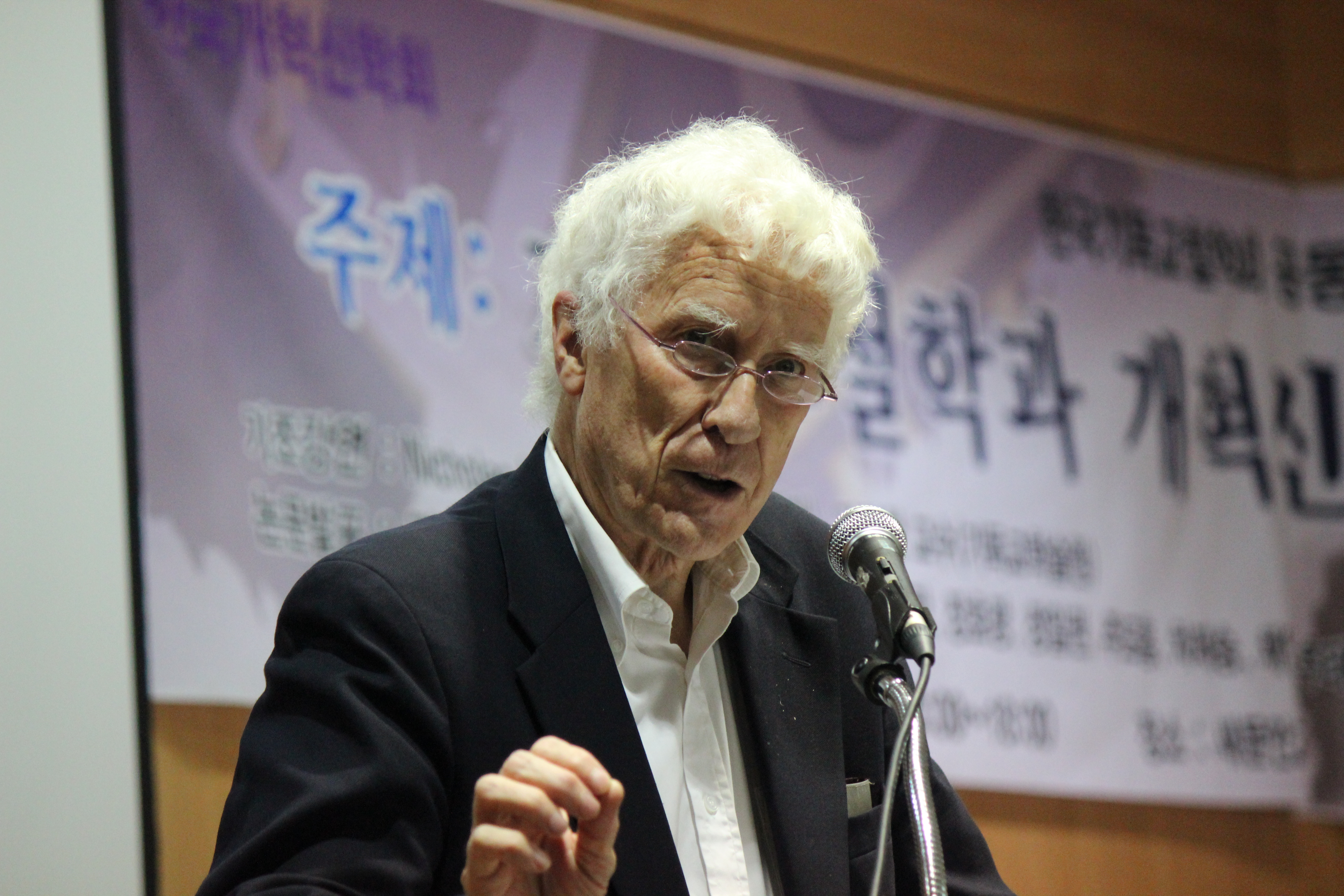
월터스토프 박사가 새문안 교회에서 강연 2014-05-24

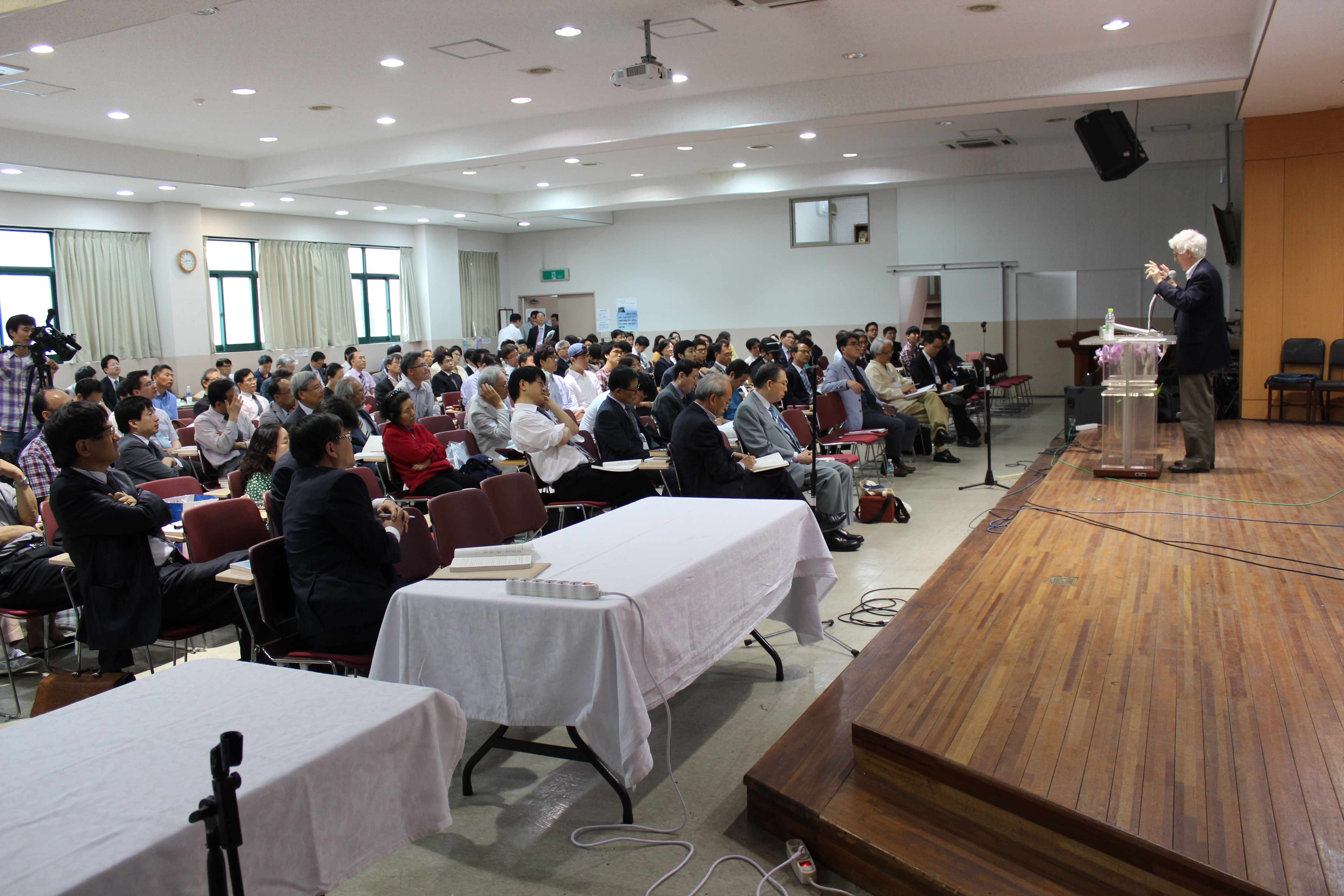
월터스토프의 강연, 새문안 교회, 2014-05-24

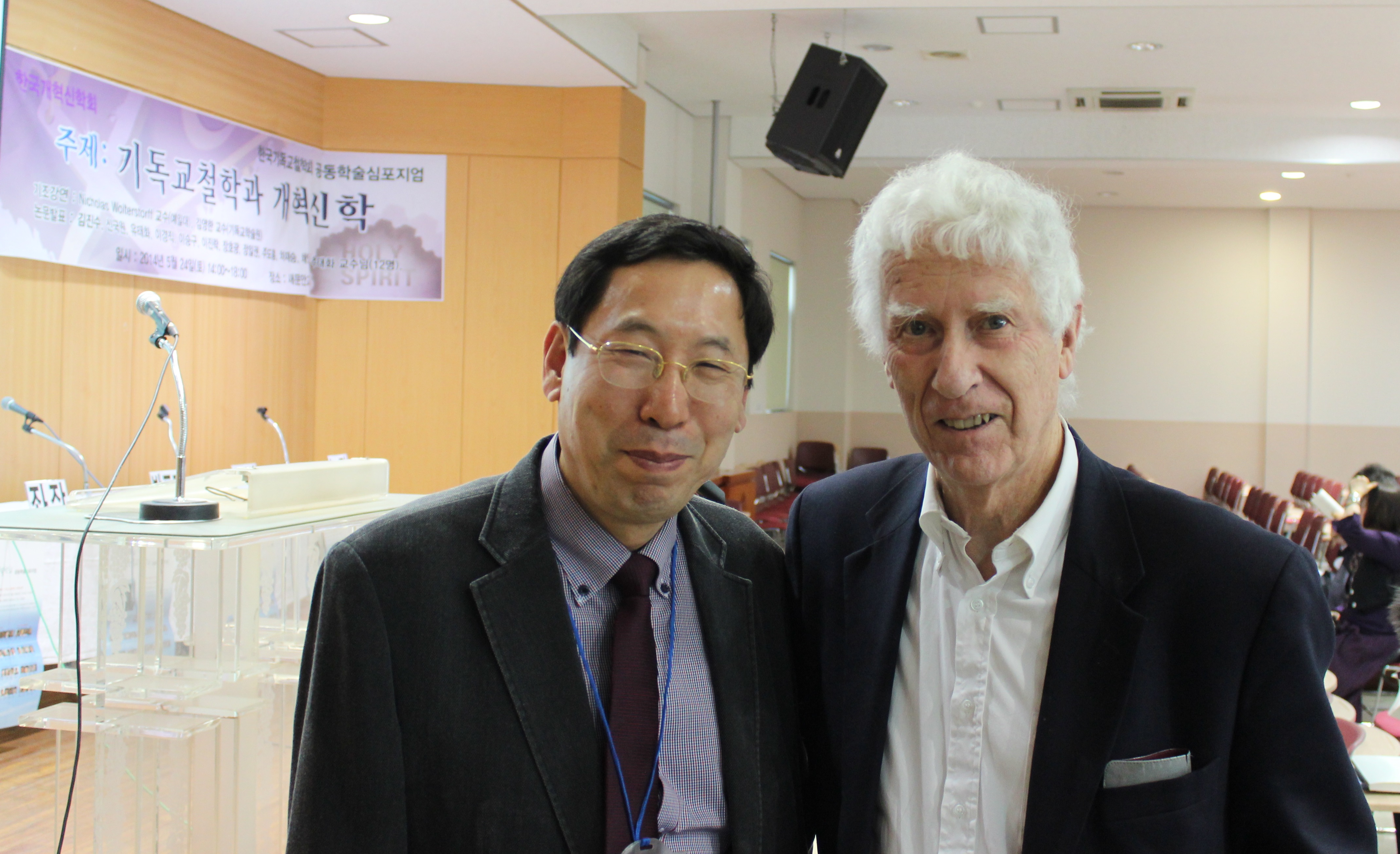
신국원박사와 월터스토프 박사, 새문안교회, 2014년 5월 24일

니컬러스 월터스토프(Nicholas Paul Wolterstorff, 1932년 1월 21일 ~ )는 미국의 기독교 철학자이다. 월터스토프에 대한 연구를 학위를 받은 사람은 합동신학대학원 대학교의 박 바울 교수이다.

## 경력
1932년 미네소타 비글로의 네덜란드 이민자 가정에서 태어났다. 아버지 Matthew(목공)와 Agnes(Feenstra)사이에서 태어났다. 월터스토프는 1955년 6월 25일 Claire Kingma(작가이자 대중 연설가)와 결혼하여 자녀로서 에이미, 에릭(사망), 로버트, 니콜라스, 크리스토퍼를 두었다. 자서전인 경이로운 세상에서(복있는사람)에 의하면 비글로는 농촌이었으며, 주일(일요일)마다 네덜란드 이민자들이 자신들의 종교전통인 개혁교회 예전에 따라 예배를 드렸다고 한다.
캘빈 칼리지(B.A.)와 하버드 대학교(Ph.D.)에서 철학을 전공한 후, 캘빈 칼리지에서 30년간 가르치면서 기독교 철학의 또 다른 거장인 앨빈 플랜팅가와 함께 ‘기독교 인식론’을 정립하는 데 크게 기여했다.
프린스턴, 미시간, 시카고, 노트르담 대학교의 초빙교수와 네덜란드 자유 대학교의 아브라함 카이퍼 석좌교수, 예일 대학교에서 노아 포터 석좌교수를 역임했고, 미국 철학회 회장(1991)과 미국 기독교 철학회 회장(1992-1995)을 지냈다. 옥스퍼드 대학교 와일드(Wilde) 강좌(1993)와 스코틀랜드 세인트앤드루스 대학교의 기포드 강연 (Gifford)에 1995년 초빙되어 강연했다.
철학적 및 신학적 관심에 광범위한 작가로서 신학, 미학, 존재론, 인식론, 정치 철학, 종교 철학, 형이상학 및 교육 철학에 관한 많은 책을 저술했다. 신앙과 이성에서 월터스토프는 앨빈 플랜팅가, 윌리엄 올스턴과 함께 개혁주의 인식론으로 알려진 종교 인식론의 관점을 발전시키고 확장했다. 또한 '신앙과 철학' 저널과 기독교 철학회 설립을 도왔다. 번역서로는 《정의와 평화가 입맞출 때까지》(IVP), 《나는 사랑하는 사람을 잃었습니다》(좋은씨앗)을 포함한 다수의 저서가 있다. 부인인 클레어(Claire Kingma Wolterstorff) 사제는 1986년 사제서품을 받은 미국 성공회 사제이다.

## 사상
그는 칼빈대학의 학부 시절 젤레마(William Harry Jellema) 교수, 스톱(Henry Stob) 교수, 그리고 질스트라(Henry Zylstra) 교수의 영향을 크게 받았다. 그들은 그에게 사려깊은 사고를 지배했던 사상의 학파, 즉 개혁신학과 상식철학으로 인도했다. 이 사상이 바로 월터스토프의 친구이자 동료인 앨빈 플랜팅가에게도 영향을 주었다.
월터스토프는 "완전히 밑바닥부터" 지식에 접근하는 스코틀랜드의 상식 철학자 인 토머스 리드의 개념을 구축했다.
지식의 초월적 조건에 대한 추론보다는 그는 지식과 우리가 알고 있는 기능들이 우리 연구의 주제가 아니라 우리의 연구의 출발점으로 이해되어야 할 것을 제안하였다. 월터스토프는 고전적 기초주의를 거부하고 대신 직접적이며 의심의 여지가 없는 현실속의 통찰력에 근거한 지식을 인식한다.

## 해석하는 존재로 인간론
안명준 교수에 따르면 인간의 하나님의 형상의 능력과 사용은 해석적 기능에서 명료하게 나타난다. 인간은 해석하는 존재이다. 인간은 자신의 주위를 둘러싼 모든 것들을 보고, 느끼고, 생각하여 언어로 표현하는 해석적 기능을 갖고 그 기능을 사용하도록 창조되었다. 창조된 아담이 인류 최초로 한일은 바로 해석행위였다. 창세기 2장 19절에서 23절까지는 아담의 해석적인 능력을 보여주는 중요한 기록이다. “여호와 하나님이 흙으로 각종 들짐승과 공중의 각종 새를 지으시고 아담이 어떻게 이름을 짓나 보시려고 그것들을 그에게로 이끌어 이르시니 아담이 각 생물을 일컫는 바가 곧 그 이름이라. 아담이 모든 육축과 공중의 새와 들의 모든 짐승에게 이름을 주니라 아담이 돕는 배필이 없으므로. . . . 아담이 가로되 이는 내 뼈 중의 뼈요 살 중의 살이라 이것을 남자에게서 취하였은즉 여자라 칭하리라 하니라.” 여기서 아담은 언어를 사용하여 이름을 짓는 해석적인 능력을 유감없이 사용하고 있다. 따라서 인간은 하나님에 의해 해석적인 기능을 타고났으며 그의 삶의 현장에서 이 능력을 사용하는 것은 하나님 앞에서 의무이며 특권이라고 말할 수 있다. 따라서 크리스챤들에게 있어서 자신들의 삶의 현장을 해석하는 것은 필연적인 것이며 매우 중요한 사역임을 깨닫게 된다. 니콜라스 월토스토프(Nicholas Wolterstorff)는 해석이란 우리의 삶에 스며있어서 피할 수 없고 해석 없이 인간은 이 세상에서 살아갈 수 없다고 한다. 따라서 우리 크리스챤은 세상을 올바르게 해석할 줄 알고 더 나아가 크리스챤의 공동체뿐만 아니라 인류에게 올바른 해석적 유산을 남겨할 책임이 있다.

## 주요 작품
- On Universals: An Essay in Ontology. Chicago: University of Chicago Press. 1970.
- Reason within the Bounds of Religion. William B. Eerdmans Publishing Co. 1976. 2nd ed. 1984
- Works and Worlds of Art. Oxford: Clarendon Press. 1980.
- Art in Action: Toward a Christian Aesthetic. Grand Rapids: Wm. B. Eerdmans Publishing Co. 1980. 2nd ed. 1995
- Educating for Responsible Action. Grand Rapids: Wm. B. Eerdmans Publishing Co. 1980.
- Until Justice and Peace Embrace. Grand Rapids: Eerdmans. 1983. 2nd ed. 1994.
- Faith and Rationality: Reason and Belief in God (ed. with Alvin Plantinga). Notre Dame: University of Notre Dame Press. 1984.
- Lament for a Son. Grand Rapids: Wm. B. Eerdmans Publishing Co. 1987.
- "Suffering Love" in Philosophy and the Christian Faith (ed.Thomas V. Morris). Notre Dame: University of Notre Dame Press. 1988.
- Divine Discourse: Philosophical Reflections on the Claim That God Speaks. Cambridge: Cambridge University Press. 1995.
- John Locke and the Ethics of Belief. Cambridge: Cambridge University Press. 1996.
- Religion in the Public Square (with Robert Audi). Lanham, MD: Rowman and Littlefield. 1997.
- Thomas Reid and the Story of Epistemology. Cambridge: Cambridge University Press. 2001.
- Educating for Life: Reflections on Christian Teaching and Learning. Grand Rapids: Baker Academic. 2002.
- "An Engagement with Rorty" in The Journal of Religious Ethics, Vol. 31, No. 1 (Spring, 2003), pp. 129–139.
- Educating for Shalom: Essays on Christian Higher Education. Grand Rapids: Wm. B. Eerdmans Publishing Co. 2004.
- Justice: Rights and Wrongs. Princeton: Princeton University Press. 2008.
- Inquiring about God: Selected Essays, Volume I (ed. Terence Cuneo). Cambridge: Cambridge University Press. 2009.
- Practices of Belief: Selected Essays, Volume II (ed. Terence Cuneo). Cambridge: Cambridge University Press. 2009.
- Justice in Love. Grand Rapids: Wm. B. Eerdmans Publishing Co. 2011.
- The Mighty and the Almighty: An Essay in Political Theology. Cambridge: Cambridge University Press. 2012.
- Understanding Liberal Democracy: Essays in Political Philosophy (ed. Terence Cuneo). Oxford: Oxford University Press. 2012.
- Art Rethought: The Social Practices of Art. Oxford: Oxford University Press. 2015.
- In This World of Wonders:Meoir of a Life in Learning,Wm. B, Eerdmans Publishing Company(2019):《경이로운 세상에서:니콜라스 월터스토프 자서전》,홍종락 옮김, 복있는 사람, 2020년 6월 10일 초판 1쇄 인쇄.

## 같이 보기
- 앨빈 플랜팅가
- 개혁주의 인식론
- 윌리엄 알스턴(William Alston)
- 리차드 마우
- 신국원